# Cipeundeuy (Surade)
Cipeundeuy is een bestuurslaag in het regentschap Sukabumi van de provincie West-Java, Indonesië. Cipeundeuy telt 4174 inwoners (volkstelling 2010).